# 劉夫生
劉 夫生（りゅう ふうせい、1931年10月 - 2021年2月19日）は、中華人民共和国の官僚・政治家。山西省定襄県出身。元中国人民政治協商会議湖南省委員会主席、湖南省人民代表大会常務委員会主任、中国共産党長沙市委員会第一書記。

## 経歴
1931年10月、山西省定襄県で生まれる。1947年に中国共産党入党。
1949年後、中国共産党湘潭県委員会副書記、湘潭地区委員会副書記、書記、中国共産党湖南省委員会常務委員、中国共産党湖南省委員会秘書長、中国共産党湖南省委員会書記処書記を歴任した。1982年3月、中国共産党長沙市委員会第一書記に就任。1988年1月、湖南省人民代表大会常務委員会主任に昇格。1998年1月、中国人民政治協商会議湖南省委員会主席に就任。
2021年2月19日、湖南省長沙市で病気のため死去した。89歳。